# Pouls

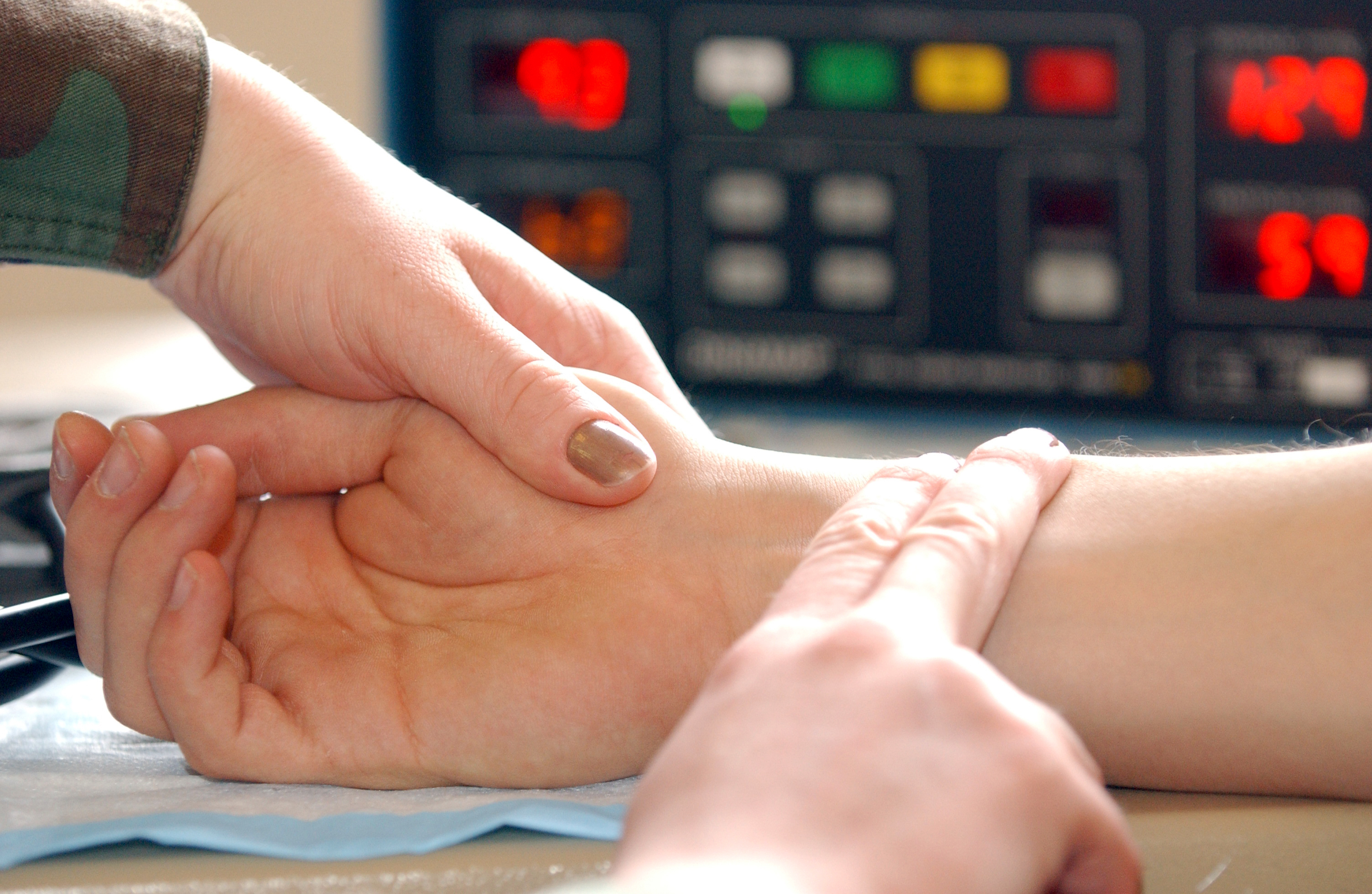
Mesure de pouls au poignet

Le pouls est la perception du flux sanguin pulsé par le cœur par la palpation d'une artère.

## Histoire
Le pouls fut étudié par plusieurs médecins antiques, dont Hippocrate de Cos, Hérodicos, Chrysermos, Héraclide d'Érythrées et Claude Galien. Il fut étudié avant cela en médecine chinoise.

## Prise de pouls
La prise de pouls consiste à appuyer avec les doigts, à travers la peau, une artère contre un os ; la pulpe des doigts permet de sentir les gonflements de l'artère dus à l'augmentation de la pression artérielle par la contraction du cœur (systole). Bien que le pouce bénéficie d'une sensibilité supérieure à celle des autres doigts, il est recommandé[Par qui ?] de mesurer le pouls avec des doigts autres que le pouce, afin d'éviter de percevoir son propre pouls.
La prise de pouls est la manière la plus simple d'évaluer le rythme cardiaque. Les pouls sont théoriquement symétriques, c'est-à-dire qu'ils sont ressentis avec la même facilité à droite et à gauche. Un pouls moins perçu d'un côté (a fortiori s'il est aboli) peut être un indice d'un problème situé sur l'artère entre le lieu de palpation et l'aorte. Un pouls normal peut être parfois difficilement perceptible du fait de la profondeur de l'artère.

## Localisation des principaux pouls

### Les pouls centraux
Par opposition aux pouls périphériques, les pouls centraux permettent de faire le diagnostic d'arrêt cardiaque lorsqu'ils ne sont pas perçus.
- L'artère carotide de chaque côté du cou : sur une autre personne, on pose trois doigts sur la ligne médiane de la face antérieure du cou (trachée), puis on les fait glisser vers soi ; lorsque l'on sent un creux (entre la trachée et le muscle), on enfonce délicatement les doigts en direction de la colonne vertébrale (ne pas insister si on ne trouve pas) ;
- L'artère fémorale, (nécessite naturellement de dénuder partiellement le patient) au milieu du pli de l'aine, c'est-à-dire à mi-chemin d'une ligne unissant l'épine iliaque (pointe saillante de l'os du bassin) et le pubis (entrejambe).
- Chez certaines personnes, la pulsation de l'aorte peut être directement sentie sur la ligne médiane abdominale

### Les pouls périphériques
Les pouls périphériques, ou pouls distaux, permettent, lorsqu'ils sont retrouvés, de mesurer la fréquence cardiaque. Cependant, leur absence témoigne uniquement de lésions de l'artère palpée et ne peut donc pas renseigner sur l'activité cardiaque. Ils sont plus ou moins faciles à trouver et requièrent parfois une certaine expérience :
- au niveau de la tête :
  - L'artère faciale aux côtés du menton,
  - L'artère temporale superficielle sur les tempes,
- au niveau des membres supérieurs :
  - L'artère humérale, face antérieure, partie interne (la plus proche du corps lorsque le bras est tendu, pouce vers l'extérieur) du pli du coude. C'est à ce niveau qu'on pose le stéthoscope pour la mesure de la pression artérielle avec un manomètre ;
  - L'artère radiale au bord externe du poignet (main tournée vers l'avant), entre le radius (os du côté du pouce) et le tendon. C'est le pouls qu'on utilise habituellement pour la mesure de fréquence cardiaque ;
  - L'artère ulnaire (ou artère cubitale) au bord interne du poignet.
- au niveau des membres inférieurs :
  - L'artère fémorale, au niveau du pli inguinal ;
  - L'artère poplitée, face interne en arrière du genou. C'est le pouls, en pratique, le plus difficile à trouver ;
  - L'artère dorsale du pied[2] sur la face antérieure du pied, en général entre le premier et le deuxième métatarse (le schéma artériel étant différent pour chaque personne, il se peut qu'il faille chercher entre d'autres métatarses) ;
  - L'artère tibiale postérieure en arrière de la malléole interne.

## Utilité de la recherche des pouls
On peut analyser :
- la force du pouls, témoin de la pression artérielle (plus précisément, proportionnelle à la différence entre la pression systolique et la pression diastolique) ;
- le rythme cardiaque : fréquence, régularités ou irrégularités ;
- la diminution ou l'abolition d'un pouls d'un côté.

Le pouls permet de localiser également de manière simple une artère.
Le pouls est plus facilement perceptible avec les grosses artères que sont les artères carotides et fémorales (pouls centraux). La prise de pouls au poignet (pouls radial) est plus confortable, mais il peut arriver que l'on sente les pouls centraux et pas le pouls radial, notamment si la pression artérielle est basse ; cette situation est fréquente chez une personne ayant des problèmes de santé, et notamment en cas d'accident ou de malaise.
La sphygmologie, diagnostic médical par le pouls, fut utilisée dès l'Antiquité.

### Estimation du rythme cardiaque
Pour estimer le rythme cardiaque, on compte le nombre de pulsation ressenties pendant une durée donnée, et on l'exprime en pulsations par minute. La durée doit être suffisamment longue pour pouvoir estimer la régularité du pouls et avoir un calcul simple, mais pas trop longue pour ne pas retarder d'autres gestes qui pourraient être nécessaires.
On peut compter les pulsations durant :
- une minute : le nombre trouvé donne directement la fréquence en pulsations par minute ; le risque d'erreur est faible, mais la durée fait que cela n'est concevable que si aucun geste urgent ne s'impose ;
- trente secondes ; temps minimal pour prendre un pouls en permettant de déceler un trouble du rythme ou des pauses. Il faut le multiplier par deux.
- quinze secondes : le nombre de pulsations trouvé est multiplié par quatre ; la multiplication par quatre étant une opération assez simple ;
- dix secondes : le nombre de pulsations trouvé est multiplié par six ; c'est la durée minimale pour avoir une idée du pouls, mais le calcul de tête est peu habituel.

Le rythme cardiaque moyen pour une personne en bonne santé et au calme est d'environ :
- 120 à 160 pulsations par minute pour un nouveau-né (0 à 7 jours)
- 100 à 160 pulsations par minute pour un nourrisson (7 jours à 1 an)
- 70 à 140 pulsations par minute pour un enfant entre 1 an et la puberté
- 60 à 100 pulsations par minute pour un adulte[4].

Mais une personne peut avoir un pouls habituellement plus élevé ou plus lent, et ce en raison de nombreux facteurs (maladie, entraînement sportif régulier).
Un adulte ayant un pouls inférieur à 40 ou supérieur à 120 pulsations par minute au repos, sans explication nette, nécessite un avis médical en urgence s'il est accompagné d'un malaise car cela peut être révélateur d'un problème cardiaque grave (voir article Alerte (premiers secours)).

### Estimation de la pression artérielle
Lors de la prise de tension avec un brassard gonflable, on prend le pouls distal au membre comprimé afin de détecter la disparition et la réapparition du pouls.
La perception ou non d'un pouls central ou distal est aussi une méthode d'estimation de la tension (voir Pression artérielle > Estimation sans matériel).

### Chez une personne présentant un malaise, avant l'arrivée du médecin
Cela reste un geste simple à réaliser et qui permet :
- de donner des informations complémentaires à la régulation médicale (qui prend la décision de la suite à donner à l'appel), ou aux secours lorsqu'ils arriveront ;
- de rassurer la victime et l'entourage, puisque l'on effectue un geste symbolique de la médecine.

La prise de pouls est par ailleurs systématique dans le cadre du prompt secours.
Une évaluation sérieuse de la fonction circulatoire d'une personne qui respire comprend :
- une évaluation de la fréquence (battements par minute) et de la régularité du rythme cardiaque sur un pouls central le pouls carotidien est plus accessible, et la proximité du sexe rend la prise du pouls fémoral délicate ; cette évaluation se fera donc en priorité sur le pouls carotidien, sauf si son accès est difficile (par exemple cou adipeux, présence d'un collier cervical) ;
- une vérification de la présence et de la symétrie du pouls radial : si le pouls radial est absent des deux côtés, cela peut indiquer une faible pression artérielle ; s'il n'est perçu que d'un côté, cela peut indiquer une obstruction de l'artère ou une hémorragie du côté où il n'est pas perçu ;
- ces éléments sont à corroborer avec d'autres éléments extérieurs comme la présence de pâleurs au niveau des muqueuses, de sueurs froides et un temps long de recoloration des ongles après pression (voir l'article Collapsus), une froideur des extrémités, des sensations de fourmillement, voir des examens chiffrés (comme la prise de tension).

Chez une personne consciente, on se contente souvent de prendre le pouls radial des deux côtés (pour évaluer fréquence, régularité, force et symétrie), et on ne prend le pouls carotidien que si l'on a du mal à sentir le pouls radial.
Sur un nourrisson (enfant de moins de un an), on prend en général le pouls huméral, sur la face interne du bras (partie le long du corps lorsque la personne est debout et que ses bras pendent) : on raison de la morphologie, il est malaisé voire impossible de prendre un pouls périphérique..

### En cas d'arrêt cardiorespiratoire
Chez une personne qui ne respire pas, la prise d'un pouls central n'est en général pas pertinente car les autres signes (absence de respiration, absence de réaction aux insufflations) suffisent à qualifier l'état. Par ailleurs, des études ont montré que même chez des personnes entraînées (médecins ou secouristes professionnels), il y avait une erreur d'environ 50 % : dans un cas sur deux, la personne perçoit un pouls alors qu'il n'y en a pas, ou au contraire n'en perçoit pas alors qu'il est présent. Pour ces deux raisons, la prise de pouls carotidien a été supprimée de l'enseignement des premiers secours au niveau européen et donc français.
Le contrôle du pouls fait cependant en général partie du bilan en prompt secours (intervention en équipe entraînée et avec matériel), et de manière générale dans l'aide médicale urgente. On contrôle habituellement le pouls carotidien durant dix secondes.

### Après un traumatisme
La prise de pouls fait partie de la surveillance générale de la victime, et est similaire à la surveillance d'une victime d'un malaise (cf. supra).
Si le pouls radial n'est perçu que d'un côté, cela peut indiquer une compression de l'artère ou une hémorragie du côté où il n'est pas perçu, notamment en cas de traumatisme (fracture, luxation) du membre supérieur, ou de compression (incarcération dans un véhicule, compression par un objet lourd, un effondrement…) du membre supérieur. La prise de pouls radial permet donc d'estimer la gravité de la lésion, et dans le cas d'une pose d'attelle, de vérifier que l'attelle n'est pas trop serrée.
Chez une personne présentant un traumatisme du bassin ou d'un membre inférieur, on peut tester la présence et la symétrie des pouls pédieux ou tibiaux postérieurs pour les mêmes raisons. Cependant, ceux-ci sont souvent difficiles à sentir même chez une personne en bonne santé : la perception d'un pouls donne une information (présence d'une circulation perceptible), mais l'absence de perception d'un pouls ne donne pas d'information, sauf si on le percevait et qu'on ne le perçoit plus. On se fiera donc plus à d'autres critères comme la coloration et la chaleur des extrémités. Si l'on réussit à prendre le pouls pédieux ou tibial postérieur, il est conseillé de marquer l'emplacement sur la peau (par exemple à l'aide d'un feutre ou d'un stylo) afin de pouvoir le retrouver facilement.
Cas particuliers des hémorragies traumatiques sur un membre lorsqu'il n'est pas possible d'appuyer directement avec la main : le traitement de choix, en attente de la prise en charge médicale, est le point de compression, c'est-à-dire la compression de l'artère en amont du lieu du saignement (artère humérale sur la face interne du bras pour les saignements de membre supérieur, artère fémorale au milieu du pli de l'aine pour un saignement de jambe, artère carotide pour un saignement au cou). Une des manières de repérer l'endroit où exercer la compression est de rechercher le pouls, puisque la seule différence entre la prise de pouls et le point de compression est la force d'appui. Dans certains cas, le pouls permettant de connaître avec précision le lieu optimal de la compression peut ne pas être perçu du fait de la chute de la pression artérielle locale ou générale. La compression se fait alors dans la zone supposée du pouls. Son efficacité est contrôlée par l'arrêt du saignement.

### Recherche d'une maladie artérielle
L'abolition d'un pouls peut témoigner d'un rétrécissement d'une artère par de l'athérome (mécanisme le plus fréquent), voire son occlusion. Cela peut conduire, au mieux à des douleurs du membre atteint lors d'un effort (claudication), au pire à une ischémie aiguë, qui, si elle n'est pas prise en charge rapidement, peut conduire à une amputation. Un avis médical est indispensable surtout s'il existe des symptômes (essentiellement des douleurs). 

### Localisation d'une artère
Le pouls est un moyen simple de localiser une artère pour l'utiliser comme :
- lieu de ponction pour prélèvement (gaz du sang) ;
  - artère radiale en première intention ;
  - artère fémorale ;
  - artère ulnaire ;
- voie d'abord pour monter une sonde dans un but diagnostic (prise de pression, artériographie, coronarographie) ou thérapeutique (angioplastie) :
  - artère fémorale ;
  - artère brachiale ;
  - artère radiale.

Le pouls constitue un repère anatomique pour trouver d'autres structures[style à revoir] :
- la veine fémorale est ponctionnée à l’intérieur de l'artère fémorale ;
- la veine jugulaire interne est ponctionnée en dehors de l'artère carotide.

### En surveillance de certains examens
La recherche des pouls fait également partie de la surveillance des patients en cours de traitement, pour détecter certaines complications. Par exemple, la prise des pouls pédieux et tibiaux postérieurs, à intervalles réguliers, est systématique en cardiologie pour surveiller un patient après une coronarographie ou ayant une contrepulsion intra-aortique Contrepulsion par ballon intra-aortique.

## Cas particuliers
- La dissociation du pouls indique un pouls apparemment trop lent ou trop rapide par rapport à l'intensité d'une fièvre[9]. Par exemple, la fièvre typhoïde se caractérise par un pouls normal avec une forte fièvre : c'est le pouls dissocié (de la température). Dans une fièvre sans dissociation du pouls, la fréquence du pouls suit les variations de température.
- Le pouls peut varier en force avec la respiration (baisse modérée de la pression artérielle à l'inspiration). Cela est habituellement non perceptible chez le sujet normal. Lors de certaines maladies du péricarde telle qu'une tamponnade, la différence peut être perçue à la palpation : c'est le pouls paradoxal.
- Le pouls est important en force en cas d'augmentation de la différentielle entre la pression systolique et la pression diastolique. C'est le cas, en particulier, lors d'une insuffisance aortique, pouvant aller même jusqu’à un hochement régulier de la tête (signe de De Musset du nom du poète français, porteur d'une atteinte de sa valve d'origine syphilitique).

## Explorations complémentaires
- Le médecin peut écouter les pouls à l'aide d'un stéthoscope. La présence d'un souffle à ce niveau, inconstant, témoigne du rétrécissement de l'artère.
- La transcription sur papier de l'onde de pouls mécanique (carotidogramme pour les carotides) n'est plus utilisée.
- La vitesse de l'onde de pouls (VOP) peut être mesurée entre les artères carotide et fémorale (pli de l'aine).
- Le doppler continu utilise une petite sonde contenant un cristal piézo électrique émettant en continu un ultrason, réverbéré par les globules rouges avec un décalage de fréquence correspondant à un effet Doppler-Fizeau permettant ainsi de calculer en temps réel la vitesse de ceux-ci. Il existe des appareils doppler portables (sans fonction d'échographie) permettant de voir si une artère superficielle est perméable, même si on ne sent pas le pouls correspondant.

## Prise de pouls en médecine chinoise
La prise de pouls est attestée en Chine depuis le IIIe siècle avant notre ère. En occident, Jan Nieuhof est le premier auteur à signaler, très succinctement, la technique de prise de pouls par les praticiens chinois. La première description détaillée de la technique chinoise paraît toutefois dans une brochure publiée en français à Grenoble en 1671 (et qui eut alors beaucoup de succès). Andreas Cleyer et Boym font également état de la sphygmologie chinoise, respectivement en 1682 et en 1686. Jean-Baptiste Du Halde mentionne aussi cette pratique. Deux médecins de Montpellier, de Bordeu et Fouquet, expérimentent la prise de pouls chinoise tout comme l'anglais John Floyer .
Dans le monde indien, l'Ayurveda connaît également une technique de prise de pouls appelée Nadipariksha.